# Ann McKechin
Ann McKechin (née le 22 avril 1961) est une femme politique du parti travailliste britannique et est députée de Glasgow Maryhill de 2001 à 2005 et de Glasgow North de 2005 à 2015. Elle est ministre junior sous Gordon Brown avant de devenir membre du cabinet fantôme d'Ed Miliband. Elle perd son siège au profit du Parti national écossais aux élections générales de 2015.

## Jeunesse
Née à Paisley, fille de William Joseph McKechin et d'Anne Coyle, et fait ses études au Paisley Grammar School et au Sacred Heart High School, avant d'étudier le droit écossais à l'Université de Strathclyde. Elle rejoint les avocats Pacitti Jones basés à Glasgow en 1983 en tant que solicitor, devenant associée en 1990, elle quitte le cabinet en 2000.
McKechin occupe plusieurs postes au sein du Glasgow Kelvin Labour Party à partir de 1995, puis dans la circonscription de George Galloway, alors député travailliste. Elle est choisie comme candidate aux élections européennes de 1999, mais n'est pas élue.

## Carrière politique
Elle est élue à la Chambre des communes aux élections générales de 2001 dans la circonscription de Glasgow Maryhill, à la suite du départ à la retraite de l'ancienne députée travailliste, Maria Fyfe. Elle conserve le siège de Maryhill avec une majorité de près de 10 000 voix. Dans les changements de limites qui entrent en vigueur pour les élections de 2005, la circonscription de Maryhill est abolie et McKechin est élue pour la circonscription nouvellement créée de Glasgow North, mais avec une majorité très réduite de 3338 voix face aux libéraux démocrates écossais.
À la Chambre des communes, McKechin occupe brièvement le poste de secrétaire parlementaire privée de Jacqui Smith en 2005 en sa qualité de ministre d'État au ministère du Commerce et de l'Industrie et au ministère de l'Éducation et des Compétences. Elle siège également à un certain nombre de comités restreints, notamment ; Affaires écossaises (2001–2005) et Développement international (depuis 2005). Elle remplace David Cairns (homme politique) au poste de sous-secrétaire d'État parlementaire au Bureau pour l'Écosse le 16 septembre 2008.
En octobre 2010, McKechin est élue au cabinet fantôme et nommée secrétaire d'État fantôme pour l'Écosse, mais est remplacée par Margaret Curran lors du remaniement du cabinet fantôme le 7 octobre 2011.
Elle perd son siège au profit de Patrick Grady du Parti national écossais aux élections générales de 2015.